# قرار مجلس الأمن التابع للأمم المتحدة رقم 706
قرر قرار مجلس الأمن التابع للأمم المتحدة رقم 706 إنشاء آلية للسماح للعراق ببيع النفط مقابل الحصول على مساعدات إنسانية من الدول الأعضاء. واتخذ المجلس، متصرفا بموجب الفصل السابع، القرار في 15 أغسطس 1991، بعد أن أشار إلى القرارات 661 (1990) و686 (1991) و687 (1991) و688 (1991) و692 (1991) و699 (1991) و705 (1991).وقد عملت أحكام القرار 706 على نحو مماثل للأحكام التي تم تنفيذها لاحقا في برنامج النفط مقابل الغذاء بموجب القرار 986 في عام 1995.
وقد قرر هذا القرار، الذي شاركت في تقديمه الولايات المتحدة، أن العراق يمكنه أن يبيع ما يصل إلى 1.6 مليار دولار أمريكي، بعد الموافقة على كل بيع من جانب لجنة مجلس الأمن المنشأة بموجب القرار 661 (1990). وقرر أيضا أن يستخدم جزء من عائدات بيع النفط لدفع المدفوعات للجنة الأمم المتحدة للتعويضات للمساعدة على تعويض الكويت بعد الغزو العراقي.
وطلب المجلس من الأمين العام، بالتشاور مع اللجنة الدولية للصليب الأحمر، أن يقدم تقريرا في غضون 20 يوما عن تنفيذ القرار 687 المتعلق بإعاد الرعايا الكويتيين والأجانب الموجودين في العراق إلى أوطانهم أو رفاتهم. وطلب أيضا من العراق أن يقدم تقريرا شهريا عن احتياطيات الذهب والعملات الأجنبية التي يحتفظ بها في البلد أو في أماكن أخرى.
رفض العراق بيع النفط بموجب هذا القرار، مدعيا أنه انتهاك لسيادته، وأنه فرض «وصاية» على شعبه.
اعتمد القرار 706 بأغلبية 13 صوتا مقابل صوت واحد معارض من كوبا، وامتناع عضو واحد عن التصويت من اليمن.

## وصلات خارجية
- نص القرار على undocs.org